# Чемпіонат Швейцарії з футболу 1898—1899
Сезон 1898/99 у Серії А — другий чемпіонат Швейцарії. Чемпіоном став Англо-Американський клуб (Цюрих).

## Кваліфікація

### Схід
| Клуб                             | Рахунок | Клуб        |
| -------------------------------- | ------- | ----------- |
| Англо-Американський клуб (Цюрих) | 3-3     | Грассгоппер |
| Англо-Американський клуб (Цюрих) | 2-1     | Грассгоппер |
| Англо-Американський клуб (Цюрих) | 5-0     | Цюрих       |

### Центр
| Клуб              | Рахунок | Клуб   |
| ----------------- | ------- | ------ |
| Олд Бойз (Базель) | 1-1     | Базель |
| Олд Бойз (Базель) | 2-1     | Базель |

### Захід
| Клуб                                 | Рахунок | Клуб           |
| ------------------------------------ | ------- | -------------- |
| Івердон                              | 2-0     | Невшатель      |
| Футбольний та крикетний клуб Лозанни | 4-0     | Женева Юнайтед |
| Футбольний та крикетний клуб Лозанни | 6-2     | Івердон        |

## Фінал
| Клуб                             | Рахунок | Клуб                                 |
| -------------------------------- | ------- | ------------------------------------ |
| Олд Бойз (Базель)                | -       | Футбольний та крикетний клуб Лозанни |
| Англо-Американський клуб (Цюрих) | 7-0     | Олд Бойз (Базель)                    |